# 정산중학교 (충남)
정산중학교(定山中學校)는 대한민국 충청남도 청양군 정산면 역촌리에 있는 공립 중학교이다.

## 학교 연혁
- 1952년 3월 14일 : 정산중학교 설립 인가
- 1952년 5월 28일 : 개교(6학급)
- 2020년 2월 11일 : 서정리 교사에서 역촌리 교사로 이전
- 2020년 3월 1일 : 장평중, 청남중 폐지로 정산중학교로 통폐합
- 2024년 1월 5일 : 제71회 졸업(35명 남 23명, 여 12명) 총 졸업생수 10,067명
- 2024년 3월 1일 : 제29대 임종필 교장 부임
- 2024년 3월 4일 : 2024학년도 입학식(45명)

## 참고 자료
- 정산중학교 - 한국교육학술정보원 학교알리미